# Bistagno
Bistagno – miejscowość i gmina we Włoszech, w regionie Piemont, w prowincji Alessandria.
Według danych na styczeń 2010 gminę zamieszkiwało 1929 osób przy gęstości zaludnienia 109,3 os./1 km².

## Miasta partnerskie
- Flaviac